# Shin-Ichi Fukuda
Pour les articles homonymes, voir Fukuda.
Shin-Ichi Fukuda (福田 進一, Fukuda Shin'ichi, né à Osaka le 25 décembre 1955), est un guitariste classique japonais. 
Il a enregistré plus de 60 albums, incluant le disque in Memoriam. Takemitsu: Guitar Works, son interprétation de compositions de Tōru Takemitsu.